# Presses universitaires de Strasbourg
Pour les articles homonymes, voir PUS.
Les Presses universitaires de Strasbourg (PUS) sont une maison d'édition universitaire française basée à Strasbourg. Elles constituent l'organe de publication propre de l'université de Strasbourg.
Elles sont membres de l'Association des éditeurs de recherche et de l'enseignement supérieur (AEDRES).
En 2015, le catalogue des PUS comporte environ 800 titres, le rythme de production étant de l'ordre d'une quarantaine d'ouvrages par an. En septembre 2019, les ouvrages de sept collections étaient accessibles sur OpenEdition Books en freemium et en accès exclusif, et quatre revues diffusées par les PUS étaient présentes sur OpenEdition Journals. Fin 2019, deux collections et une revue rejoignent également la plateforme OpenEdition. En 2022, dix collections sont diffusées sur la plateforme OpenEdition Books et sept revues sur OpenEdition Journals.

## Historique

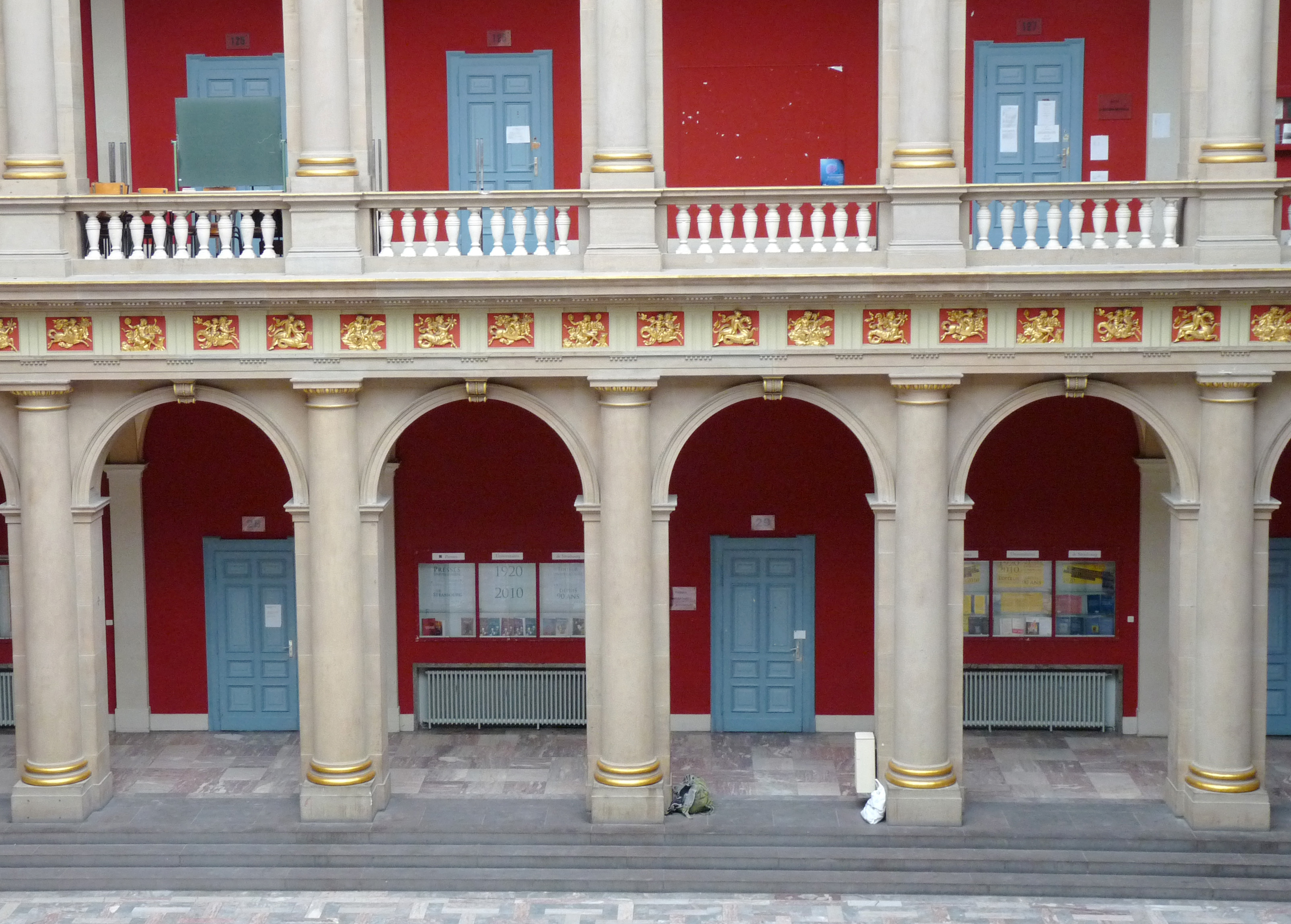
Siège historique au palais universitaire

Les Presses universitaires de Strasbourg sont issues de l’Association de publication de l’ancienne Faculté de lettres de l'université de Strasbourg, créée en 1920.
En 2010, l'université de Strasbourg et l'Association des Presses universitaires de Strasbourg ont décidé de mettre en commun leurs compétences et leurs moyens afin de doter l'université de Strasbourg d'une nouvelle maison d'édition assurant la diffusion des publications des enseignants-chercheurs et des chercheurs sous la forme de revues et de livres, sur support papier ou numérique.
La Fondation Presses universitaires de Strasbourg a ainsi vu le jour, le 1er juillet 2012 . 
Elle devient un service à part entière de l'université en 2022, sous l'appellation « Maison d'édition scientifique ». Par conséquent, elle est un service au sein de l'EPSCP (Établissement public à caractère scientifique, culturel et professionnel) que constitue la personne morale de l'université de Strasbourg.
La maison d'édition scientifique est actuellement installée au Studium, learning centre de l'université de Strasbourg.

## Publications numériques
Les presses universitaires de Strasbourg favorisent les formats ouverts et interopérables. L’équipe des PUS travaille selon la chaîne d’édition multisupport MÉTOPES, développée par les Presses universitaires de Caen. Les ouvrages des PUS publiés après avril 2018 disposent d’une version de conservation dans un format ouvert (XML / TEI).
Les PUS sont porteurs du projet Hortus avec l'Ouvroir (pôle qui accompagne la publication de revues en sciences humaines et sociales). Le projet est lauréat du Fonds national pour la science ouverte (Troisième appel à projets FNSO Publications ouvertes).

## Domaines de publication
Présentes dans les domaines de l'art, de l'histoire, de la littérature, des sciences sociales, juridiques et politiques, de la philosophie et de la théologie ainsi que des études alsaciennes, les Presses universitaires de Strasbourg ouvrent le champ de leurs publications à l'ensemble des disciplines enseignées au sein de l'université.

## Revendication d'identité et de marque
L'« Association Presses universitaires de Strasbourg » a retrouvé son autonomie quand est née la Maison d'édition scientifique des Presses universitaires de Strasbourg. 
Cette association conteste la transformation des activités éditoriales de l'association en service de l'université, au nom d'une liberté de publication, alors que la marque est déposée à l'INPI par l'université de Strasbourg. 
Le recours pour « excès de pouvoir » déposé par l'Association Presses universitaires de Strasbourg est rejeté par le tribunal administratif de Strasbourg le 27 décembre 2022 (jurisprudence n° 2208328). Il en ressort que seule l'université de Strasbourg peut user légalement de la marque « Presses universitaires de Strasbourg (PUS) ».